# Due giorni, una notte
Due giorni, una notte (Deux jours, une nuit) è un film del 2014 diretto da Jean-Pierre e Luc Dardenne.
La pellicola, con protagonista Marion Cotillard, sceneggiata e prodotta dalla stessa coppia di registi, ha partecipato in concorso alla 67ª edizione del Festival di Cannes.

## Trama
Sandra, dipendente di una piccola azienda di pannelli solari, vorrebbe tornare al proprio lavoro dopo un lungo periodo di assenza in cui si è curata dalla depressione. 
Il proprietario della fabbrica, che nel frattempo ha riorganizzato il processo senza di lei, distribuendo il lavoro tra gli altri dipendenti, propone loro un bonus di 1 000 euro ciascuno in cambio del licenziamento di Sandra. La prima votazione è ampiamente a favore del bonus. Sandra si ritrova senza lavoro ma Juliette, sua amica, ottiene che la consultazione - influenzata dalle pressioni del caporeparto, contrario al rientro di Sandra a differenza del capostabilimento visibilmente indifferente alle sorti della lavoratrice - venga ripetuta il lunedì mattina successivo. 
Sandra ha quindi due giorni e una notte per fare campagna a favore del proprio posto di lavoro, convincendo la maggioranza dei suoi colleghi a cambiare idea. Con l'aiuto del marito inizia un porta a porta anche umiliante che provoca, nell'umore già scosso della donna, una continua altalena di speranze e delusioni con conseguenze anche fisiche. 
Sandra incontra uno ad uno i suoi colleghi di cui comprende il destino fragile, come il suo, e la continua esitazione tra solidarietà e egoismo. Alla fine la donna ottiene 8 voti a favore e 8 contro. Avendo bisogno della maggioranza a favore, gli 8 voti non le bastano per riavere il lavoro. Dopo aver ringraziato i colleghi che hanno votato per la sua permanenza, il suo capo la chiama in ufficio e le fa i complimenti per essere riuscita a convincere la metà delle persone a supportarla. Da settembre scadrà il contratto di un dipendente a tempo determinato (un ragazzo che aveva votato per lei, anche se non viene espressamente reso noto) e il capo le dà la possibilità di prendere il suo posto. Sandra non accetta questa condizione e si mette alla ricerca di un nuovo lavoro, ma è visibilmente rinfrancata dall'aver lottato per le proprie sorti.

## Produzione
Il budget del film è stato di circa 7 milioni di Euro.
Le riprese del film si sono svolte tra il 24 giugno e il 4 settembre 2013, in Belgio.

## Distribuzione
Il film viene presentato alla 67ª edizione del Festival di Cannes il 20 maggio 2014.
La pellicola è stata distribuita nelle sale cinematografiche francesi a partire dal 21 maggio 2014 ed in quelle italiane dal 13 novembre dello stesso anno.

## Riconoscimenti
- 2015 - Premio Oscar
  - Candidatura Migliore attrice protagonista a Marion Cotillard
- 2015 - British Academy Film Awards
  - Candidatura Miglior film straniero (Belgio/Francia)
- 2015 - Premio César
  - Candidatura Miglior film straniero (Belgio)
  - Candidatura Migliore attrice protagonista a Marion Cotillard
- 2015 - Premio Magritte
  - Miglior film
  - Miglior regista a Jean-Pierre e Luc Dardenne
  - Miglior attore a Fabrizio Rongione
  - Candidatura Migliore sceneggiatura a Jean-Pierre e Luc Dardenne
  - Candidatura Migliore attrice non protagonista a Christelle Cornil
  - Candidatura a Migliore attrice non protagonista a Catherine Salée
  - Candidatura Miglior sonoro a Benoît De Clerck e Thomas Gauder
  - Candidatura Migliore scenografia a Igor Gabriel
  - Candidatura Miglior montaggio a Marie-Hélène Dozo
- 2014 - European Film Awards
  - Migliore attrice a Marion Cotillard
  - Candidatura Miglior sceneggiatura a Jean-Pierre e Luc Dardenne
  - Candidatura Premio del pubblico al miglior film europeo
- 2014 - National Board of Review of Motion Pictures
  - Migliori cinque film stranieri
- 2014 - New York Film Critics Circle Awards
  - Miglior attrice protagonista a Marion Cotillard
- 2015 - Satellite Awards
  - Candidatura Miglior attrice a Marion Cotillard
  - Candidatura Miglior film straniero
- 2014 - Festival di Cannes
  - Candidatura alla Palma d'oro
- 2014 - Sindacato belga della critica cinematografica
  - Miglior film a Jean-Pierre e Luc Dardenne
- 2014 - Critics' Choice Movie Award
  - Candidatura Miglior attrice a Marion Cotillard
  - Candidatura Miglior film straniero
- 2014 - St. Louis Film Critics Association Awards
  - Candidatura Miglior attrice a Marion Cotillard
  - Candidatura Miglior film straniero
- 2014 - Sydney Film Festival
  - Miglior film
- 2014 - Hawaii International Film Festival
  - Candidatura a Miglior film
- 2014 - International Cinephile Society Awards
  - Miglior film
- 2014 - Munich Film Festival
  - Candidatura Miglior film internazionale
- 2014 - Semana Internacional de Cine de Valladolid
  - Candidatura Miglior film